# Asticta emaculata
Asticta emaculata là một loài bướm đêm trong họ Erebidae.